# Chrześcijański Kościół Protestancki Batak
Chrześcijański Kościół Protestancki Batak (batak toba Huria Kristen Batak Protestan) – największy Kościół protestancki w Indonezji zrzeszający ok. 4 mln wiernych, głównie członków ludu Bataków zamieszkującego północną część Sumatry. Członek Światowej Federacji Luterańskiej od 1952.
Kościół powstał na skutek rozpoczętej w 1862 roku działalności niemieckich misjonarzy ewangelickich. Na lokalny język najwcześniej przetłumaczono Nowy Testament i Mały Katechizm Marcina Lutra, następnie całą Biblię. Po pewnym czasie od rozpoczęcia misji całe wsie i plemiona zaczęły przechodzić na chrześcijaństwo. W 1930 roku powołano niezależny Protestancki Chrześcijański Kościół Batak.
Kościół podzielony jest na dystrykty zarządzane przez superintendentów. Tworzą oni radę, na czele której stoi ephorus (biskup).